# Violette Guillon
Violette Guillon, née en 2007, est une actrice française.

## Biographie
Violette Guillon est la fille de Stéphane Guillon et de son ancienne compagne Muriel Cousin. Dans cette famille recomposée de six demi-frères et sœurs, elle grandit à Paris et plongée le milieu artistique, elle décide très jeune de devenir actrice. Elle prend des cours de théâtre et on la voit dès l'âge de 9 ans  dans la comédie C'est quoi cette famille ?! avec notamment Julie Gayet, Thierry Neuvic et Julie Depardieu. Elle entre ainsi dans le casting du réalisateur Gabriel Julien-Laferrière qui donnera bientôt deux suites à son film.

## Filmographie

### Cinéma
- 2016 C'est quoi cette famille ?!, réalisateur Gabriel Julien-Laferrière : Clara, la fille de Sophie et Claude.
- 2019 C'est quoi cette mamie ?!, réalisateur Gabriel Julien-Laferrière :  Clara, la fille de Sophie et Claude.
- 2020 10 jours sans maman, réalisateur Ludovic Bernard : Chloé, la fille d'Antoine Mercier[2].
- 2021 C'est quoi ce papy ?!, réalisateur Gabriel Julien-Laferrière :  Clara, la fille de Sophie et Claude.
- 2022 Coma réalisateur Bertrand Bonello : amie réunion zoom
- 2023 10 jours encore sans maman, réalisateur Ludovic Bernard : Chloé, la fille d'Antoine Mercier.
- 2025 La Vie devant moi, réalisateur Nils Tavernier : Tauba Zylbersztejn[3].

### Télévision
- 2017 Quadras, série : Jeanne.